# الیسا (خواننده)
الیسار زکریا خوری (به عربی: إلیسار زکریا خوری؛ متولد ۲۷ اکتبر ۱۹۷۱) مشهور به الیسا، خوانندهٔ مسیحی لبنانی است. وی تحصیلات خود را در کارشناسی علوم سیاسی به پایان رساند. الیسا از سال ۱۹۹۲ میلادی فعالیت موسیقایی خود را آغاز کرد و هم‌اکنون از معروف‌ترین خوانندگان عرب است. الیسا بعد از عمرو دیاب اولین خوانندهٔ عرب است که تا به حال ۳ بار جایزه جهانی موزیک به‌خاطر پرفروش‌ترین آلبوم خاورمیانه را کسب کرده‌است.
الیسا پرافتخارترین خواننده زن جهان عرب و بانوی اول موسیقی خاورمیانه است و به ملکه احساس معروف است. این خواننده بزرگ، یکی از چهره های معروف جهان عرب است که هوادار و طرفداران بسیار زیادی در کشورهای عربی دارد و یکی از پرطرفدارترین شخصیت ها و خوانندگان عربی در اینستاگرام، توییتر و یوتوب است.
این خواننده از برندهای برتر موسیقی جهان عرب و شبکه مطرح موسیقی روتانا، متعلق به شاهزادگان عربستانی، است. 
وی در شرکت موسیقی «سیمون اسمر» آموزش دیده‌است. الیسا در ابتدا هنرمند بازیگر تئاتر بود و بعدها به موسیقی رو آورد. الیسا تاکنون ازدواج نکرده است و از بیماری سرطان سینه رنج می‌برد اما در مراحل اولیه بهبود یافت.

## افتخارات و جوایز
- جایزه جشنواره لبنانی میورکس دور به‌عنوان بهترین خوانندهٔ زن عرب در سال ۲۰۰۲
- موزیک ویدئو «اجمل احساس»، عنوان بهترین موزیک ویدئو عربی در سال ۲۰۰۳ را کسب کرد
- روزنامه مصری الاهرام، آلبوم عایشالک الیسا را پرفروش‌ترین آلبوم در سال ۲۰۰۴ در مصر اعلام کرد
- اولین خواننده لبنانی که جایزه جوایز موسیقی ملل را به خاطر آلبوم احلی دنیا در سال ۲۰۰۵ دریافت کرده‌است
- ایستگاه رادیویی الاغانی، الیسا را بهترین خواننده زن عرب در سال ۲۰۰۵ معرفی کرد
- موزیک ویدئو فوق‌العاده احساسی «حبک وجع»، بهترین موزیک ویدئو عربی در سال ۲۰۰۵ اعلام شد
- الیسا بهترین خواننده زن عرب سال ۲۰۰۵ اعلام شد
- یک بار دیگر الیسا در سال ۲۰۰۶، جایزه جوایز موسیقی ملل را برای پرفروش‌ترین آلبوم خاورمیانه در سال ۲۰۰۶ کسب کرد
- کسب جایزه جشنواره مصری موسیقی خاورمیانه به عنوان بهترین خواننده زن عرب در سال ۲۰۰۸
- کسب جایزه جشنواره اماراتی زهرت الخلیج به عنوان بهترین خواننده عرب در سال‌های متمادی ۲۰۰۸/۲۰۰۹

## حواشی
پس از انقلاب ۲۰۱۱ مصر، کمپین معترضان مصری در اعتراض به موضع الیسا در مورد انقلاب، تهدید کردند که در صورت برگزاری کنسرت الیسا، راهپیمایی میلیونی راه خواهند انداخت.
وی در ژوئیه ۲۰۲۱ در توئیتی خواستار خروج نیروهای ایرانی از لبنان شد. برخی از مخالفت وی با جمهوری اسلامی ایران و حزب‌الله لبنان حمایت کردند ولی بسیاری نیز او را  همکار با عربستان سعودی، ایالات متحده آمریکا و اسرائیل می‌دانند. الیسا از طرفداران حزب نیروهای لبنانی است که از احزاب مخالف حزب‌الله لبنان و رئیس‌جمهور سوریه، بشار اسد به شمار می‌رود.

## کلیپ‌ها
- بدی دوب (۱۹۹۸)
- وأخرتا معک (۲۰۰۰)
- بتغیب بتروح (۲۰۰۱)
- عایشالک (۲۰۰۲)
- اجمل حساس (۲۰۰۳)

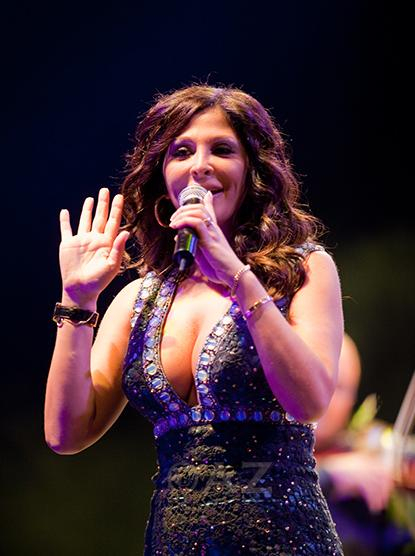
الیسا در سال ۲۰۰۹

- دیو مع: شب لبنانی-کریس دی برگ (۲۰۰۳)
- کل یوم فی عمری (۲۰۰۴)
- إرجع للشوق (۲۰۰۵)
- حبک وجع (۲۰۰۵)
- بستناک (۲۰۰۶)
- لو تعرفو (۲۰۰۷)
- بتمون (۲۰۰۸)
- أواخر الشتا (۲۰۰۹)
- علی بالی حبیبی (۲۰۱۰)
- تصدق بمین (۲۰۱۱)
- اسعد واحده (۲۰۱۳)
- تعبت منک (۲۰۱۳)
- حب کل حیاتی (۲۰۱۴)
- یا مرایتی (۲۰۱۵)
- سهرنا یا لیل (۲۰۱۷)
- عکس اللی شایفینها (۲۰۱۷)
- تقدیم به کسانی که دوستشان دارم (۲۰۱۸)
- کرهنی، ازمن متنفر باش (۲۰۱۹)
- یا عم بسلامتک ؛ خاله قربونت بره (۲۰۲۱)
- انا و بس ؛ فقط من (۲۰۲۲)
- انا بتمایل البیت ؛ میخوام بترکونم (۲۰۲۳)